# Encalypta cylindrica
Encalypta cylindrica är en bladmossart som beskrevs av Funck in Nees och Hornschuch 1827. Encalypta cylindrica ingår i släktet klockmossor, och familjen Encalyptaceae. Inga underarter finns listade i Catalogue of Life.